# Officina San Giorgio
Officina San Giorgio war ein italienischer Hersteller von Automobilen.

## Unternehmensgeschichte
Das Unternehmen aus Sestri Ponente begann 1906 mit der Produktion von Automobilen. Der Markenname lautete San Giorgio. 1909 endete die Produktion.

## Fahrzeuge
Die Fahrzeuge entstanden nach Lizenzen von Napier & Son. Im Angebot standen die Sechszylindermodelle 25 HP, 30/40 HP, 40/50 HP und 50/60 HP. 1908 ergänzte ein Vierzylindermodell mit 5000 cm³ Hubraum das Angebot.